# Покаты 2
Покаты или Покаты 2 — деревня в Бережанской волости Островского района Псковской области.
Расположена на левом берегу реки Утроя, в 16 км к юго-западу от города Остров.
Численность населения деревни по состоянию на 2000 год (включая правобережные Покаты) составляла 136 жителей. По данным переписи населения 2002 года численность населения деревни Покаты (Покаты 2) составила 7 человек (Покаты 1-е — 118 человек).
До 2005 года деревня Покаты входила в состав ныне упразднённой Пальцевской волости с административным центром в д. Федосино.
Закон Псковской области «Об установлении границ и статусе вновь образуемых муниципальных образований на территории Псковской области» (от 28 февраля 2005 года № 420-ОЗ) выделяет два одноимённых населённых пункта «Покаты» в Бережанской волости, разделённые рекой Утроя на Покаты 1-е (на правом берегу Утрои) и Покаты 2-е (на левом берегу Утрои).